# رنگ‌های زنده
رنگ‌های زنده (انگلیسی: In Living Color) یک مجموعه‌های تلویزیونی آمریکایی است که تولید آن از سال ۱۹۹۰ (میلادی) آغاز شد.